# 広義積分
解析学において、広義積分（こうぎせきぶん、英: improper integral）とは何らかの定積分の積分区間を動かしたときの極限である。極限値は有限確定値に収束することもあるが発散することもある。積分区間の端点（片方または両方）は何らかの実数か正または負の無限大に近づく。（多変数関数に対する広義重積分の場合には積分領域を取り尽くす、適当な有界可測集合列に関する極限をとる。）

## 定式化
厳密に言えば広義積分とは積分の一種ではなく、以下のような形の式の総称である。まず
{\displaystyle \lim _{b\to c}\int _{a}^{b}f(x)\,dx}
ここで c は正または負の無限大であるか、x → c − 0 につれて | f (x)| が無限大となるような定数である。
または
{\displaystyle \lim _{b\to a}\int _{b}^{c}f(x)\,dx}
ここで a は正または負の無限大であるか、x → a + 0 につれて | f (x)| が無限大となるような定数である。
あるいは以下のような形もある。
{\displaystyle \lim _{s\to a}\int _{s}^{b}f(x)\,dx+\lim _{t\to c}\int _{b}^{t}f(x)\,dx}
a および c は正または負の無限大であるか、x が積分区間の内側から近づくにつれて | f (x)| が無限大となるような定数である。この値は（存在する限り）b の取り方によらない。
こうして、この分野における基本的な問がどんなものか分かる：
- 極限は（解析学的な意味で）存在するか？
- 存在するとして、その値を計算できるか？

2つ目の問には微積分計算のテクニックも使えるが、場合により周回積分やフーリエ変換等の高度な技法が必要なこともある。

## 記法
普通の積分と良く似た記法を使うことが多い。しかし同じ広義積分に対する記法には以下のような種類がある：
{\displaystyle \int _{a}^{\infty }f(x)\,dx\,:=\lim _{t\to \infty }\int _{a}^{t}f(x)\,dx\,}
{\displaystyle \int _{-\infty }^{b}f(x)\,dx\,:=\lim _{t\to -\infty }\int _{t}^{b}f(x)\,dx\,}
{\displaystyle \int _{-\infty }^{\infty }f(x)\,dx\,:=\lim _{t\to -\infty }\int _{t}^{a}f(x)\,dx\,+\lim _{t\to \infty }\int _{a}^{t}f(x)\,dx\,}
{\displaystyle \int _{a}^{b}f(x)\,dx\,:=\lim _{t\to b^{-}}\int _{a}^{t}f(x)\,dx}、ここで {\displaystyle \lim _{x\to b^{-}}|f(x)|=\infty }
{\displaystyle \int _{a}^{b}f(x)\,dx\,:=\lim _{t\to a^{+}}\int _{t}^{b}f(x)\,dx}、ここで {\displaystyle \lim _{x\to a^{+}}|f(x)|=\infty }
{\displaystyle \int _{a}^{b}f(x)\,dx\,:=\lim _{t\to c^{-}}\int _{a}^{t}f(x)\,dx\,+\lim _{t\to c^{+}}\int _{t}^{b}f(x)\,dx}、ここで {\displaystyle \lim _{x\to c}|f(x)|=\infty }

## 定義に関する注意
場合によっては、次の積分
{\displaystyle \int _{a}^{c}f(x)\,dx\,}
は、次の極限の存在を抜きにして定義できる：
{\displaystyle \lim _{b\to c^{-}}\int _{a}^{b}f(x)\,dx\,}.

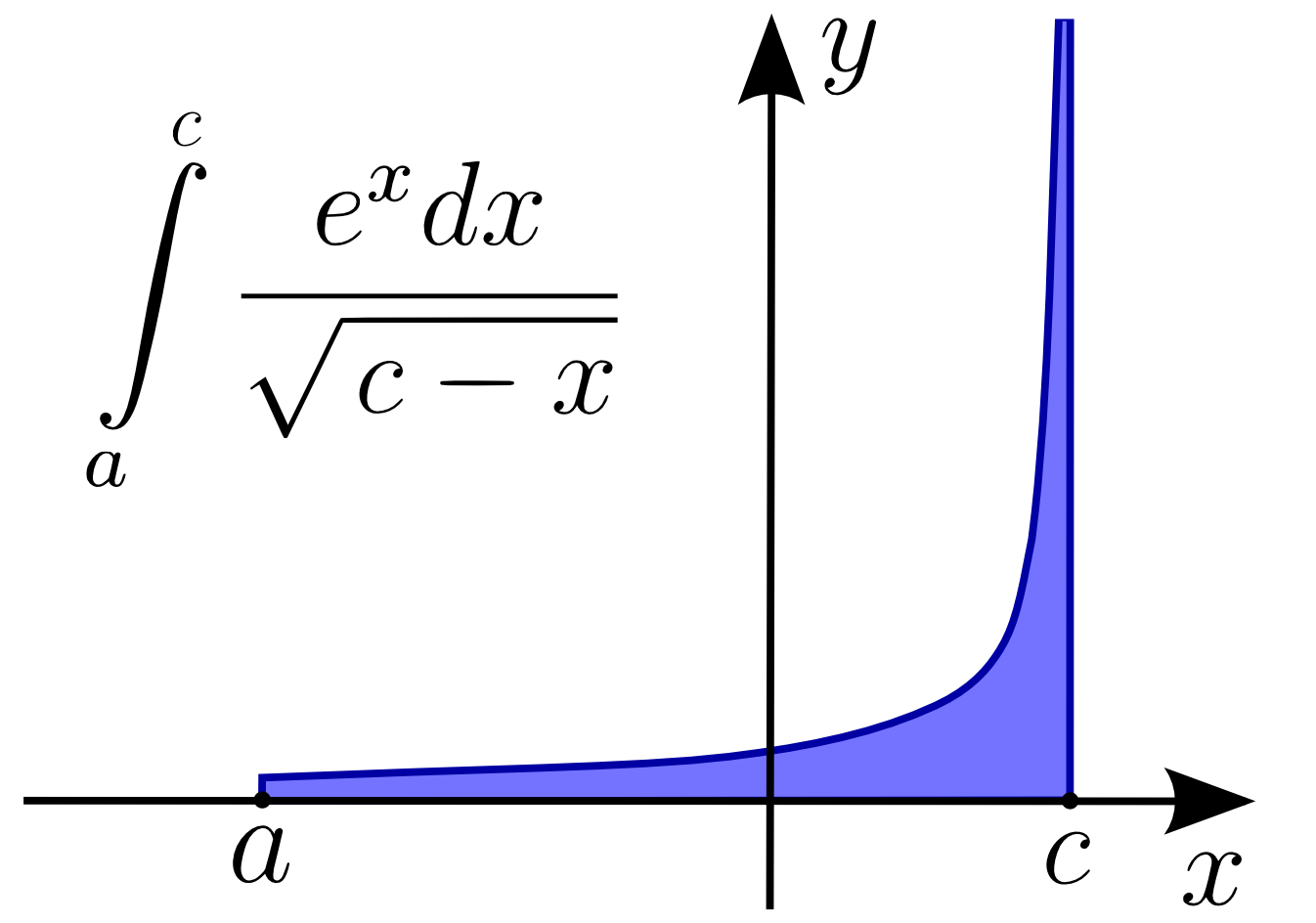
被積分関数が発散している広義積分

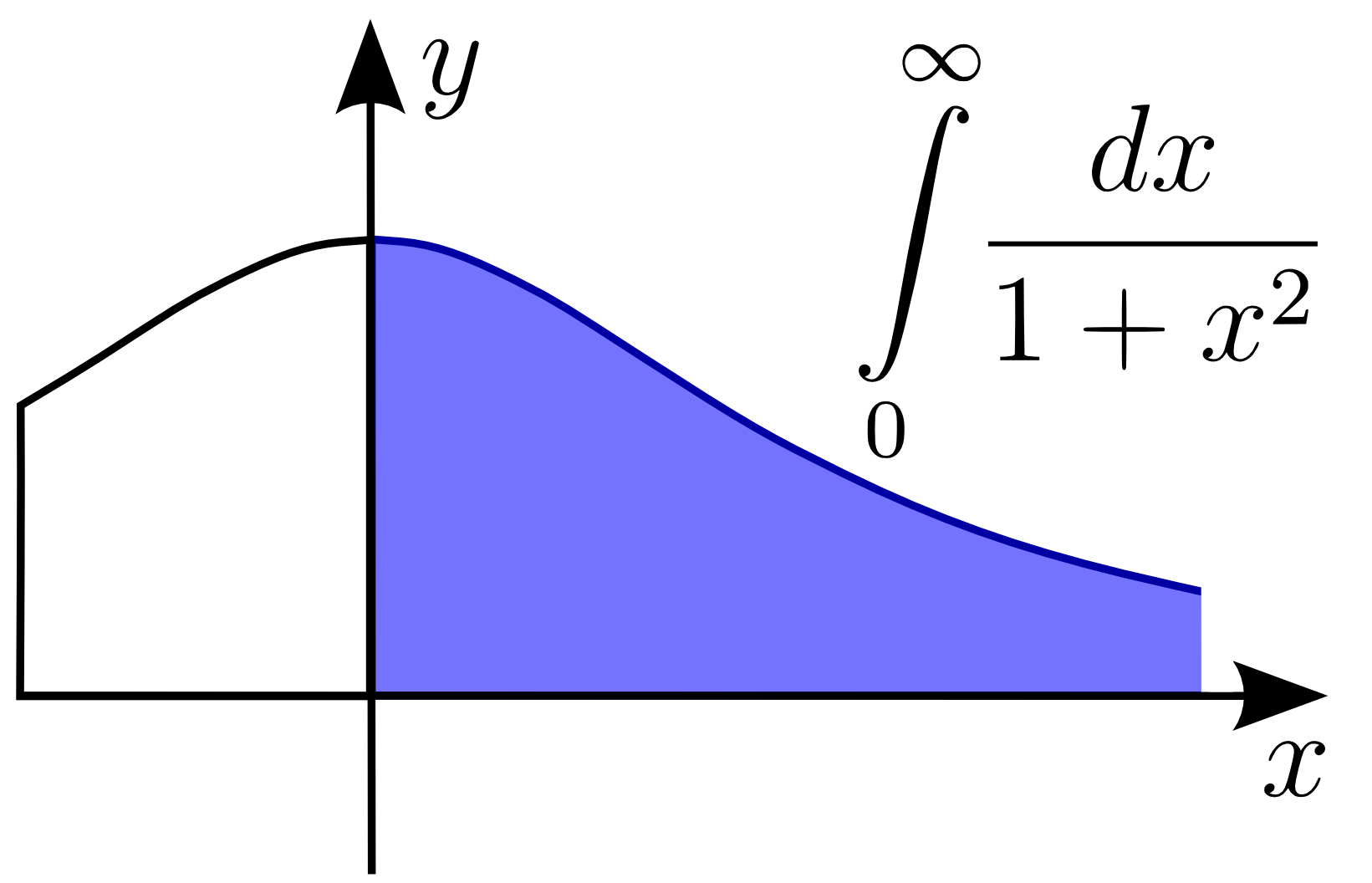
無限の領域上に渡る広義積分

しかしこの極限なしでは値の計算が困難である。例えば関数 f を a から c で積分する際、(1)関数 f が c で正または負の無限大に発散するとき、または(2) c = ∞のときに、そのような状況がしばしば生ずる。
また場合によっては、f(x) dx の正部分と負部分それぞれの a から c までの積分が共に無限大となり、単なる「f の a から c までの積分」が定義すらできなくても、上記の極限だけは存在することがある。それは（通常の積分に帰着できないという意味で）「真の」広義積分と呼べるだろう。

## 意味の解釈に関する注意
積分の理論には複数のものが存在する。微積分計算の立場からは、（特に指定がなければ）積分記号の意味として普通はリーマン積分の理論が仮定される。しかし広義積分を扱う際には、基礎となっている積分理論の区別が必要となることがある。
この積分
{\displaystyle \int _{0}^{\infty }{\frac {dx}{1+x^{2}}}}
は、次のように解釈できる：
{\displaystyle \lim _{b\to \infty }\int _{0}^{b}{\frac {dx}{1+x^{2}}}=\lim _{b\to \infty }\arctan {b}={\frac {\pi }{2}}}
しかし一般にはそう解釈する必然性はない。例えば集合 (0,∞) 上でのルベーグ積分としても解釈できる。とは言うものの、「有限区間上での定積分の極限」という解釈は便利である（便利なのは値の計算だけかもしれないが）。

対照的に、次に示すsinc関数の積分は、
{\displaystyle \int _{0}^{\infty }{\frac {\sin x}{x}}\,dx}
ルベーグ積分としては解釈できない。なぜなら
{\displaystyle \int _{0}^{\infty }\left|{\frac {\sin x}{x}}\right|\,dx=\infty }
だからである。
ゆえに上記の積分は「真の」広義積分であり、値は次式で与えられる：
{\displaystyle \int _{0}^{\infty }{\frac {\sin x}{x}}\,dx=\lim _{b\rightarrow \infty }\int _{0}^{b}{\frac {\sin x}{x}}\,dx={\frac {\pi }{2}}}.

## 特異性
広義積分において、極限が使われる補完数直線上の点を指して特異点と言うことがある。
そのような積分はしばしば、積分区間の端点を無限大と書くことで、普通の定積分と同様に表記される。
しかしそのような記法では極限操作は裏に隠れてしまう。
リーマン積分でなくルベーグ積分を使うことで、極限操作を回避できる場合がある。
しかし具体的な値を得たいときには、そうしたところで助けにはならない。
例えばフーリエ変換では数直線全体に渡る積分があらゆるところに現れるが、
その厳密な取り扱いにおいて広義積分を意識することも、しないこともある。

## 積分区間が有界でない場合について
最も基本的な広義積分は、積分区間が有界でない積分、例えば
{\displaystyle \int _{0}^{\infty }{dx \over x^{2}+1}}
である。
前述のように、これは広義積分として定義しなくとも、代わりにルベーグ積分としても定義できる。
しかし実際に計算する上では広義積分として扱うのが便利である。
すなわち積分区間の上限が有限だとして計算し、
次に上限が無限大に近づくときの極限を取るのがよい。
被積分関数の原始関数は逆正接関数 arctan(x) なので、
{\displaystyle \lim _{b\rightarrow \infty }\int _{0}^{b}{\frac {dx}{1+x^{2}}}=\lim _{b\rightarrow \infty }\arctan b-\arctan 0=\pi /2-0=\pi /2}
となる。
広義積分の収束は、対応する極限が（有限値に）収束することと同値である。
以下に収束しない広義積分の例を示す：
{\displaystyle \int _{1}^{\infty }{dx \over x}=\lim _{b\rightarrow \infty }\int _{1}^{b}{\frac {dx}{x}}=\lim _{b\rightarrow \infty }\ln b=\infty }.
積分区間の両端点が無限大の場合もある。
そのような場合には二つの広義積分の和として考える：
{\displaystyle \int _{-\infty }^{+\infty }f(x)\,dx=\int _{-\infty }^{a}f(x)\,dx+\int _{a}^{+\infty }f(x)\,dx}.
ここで a は任意の（有限な）実数である。
この場合、広義積分の収束は、分割された両方の積分の収束と同値である。
片方の積分が正の無限大に発散し、もう片方が負の無限大に発散するとき、元の積分は不定形となる。
その値は、積分区間の端点それぞれがどのような関係を持っているかによって様々に変わり得る。
コーシーの主値はこの不定性を取り除くための概念である。

## 積分区間の端点における発散
広義積分の中には、被積分関数が正または負の無限大に発散するものがある（→漸近線）。
例えば次の広義積分で、被積分関数はx = 0において正の無限大に発散する（漸近線x = 0を持つ）：
{\displaystyle \int _{0}^{1}{\frac {dx}{x^{2/3}}}}
この積分の評価には、まず正数 b を導入して b から1までの区間で積分を実行し、次に b が右から0に近づくときの極限を取る（積分区間が0より右にあるので）。
なお原始関数が{\displaystyle 3x^{1/3}}なので、次のようにも計算できる：
{\displaystyle \lim _{b\rightarrow 0^{+}}\int _{b}^{1}{\frac {dx}{x^{2/3}}}=3\cdot 1^{1/3}-\lim _{b\rightarrow 0^{+}}3b^{1/3}=3-0=3}.

## コーシーの主値
以下の二つの極限の違いについて考えよう：
{\displaystyle \lim _{a\rightarrow 0+}\left(\int _{-1}^{-a}{\frac {dx}{x}}+\int _{a}^{1}{\frac {dx}{x}}\right)=0}
{\displaystyle \lim _{a\rightarrow 0+}\left(\int _{-1}^{-a}{\frac {dx}{x}}+\int _{2a}^{1}{\frac {dx}{x}}\right)=-\ln 2}
前者はコーシーの主値である。似て非なる次式がよく定義されていないことに注意しよう：
{\displaystyle \int _{-1}^{1}{\frac {dx}{x}}} （これは−∞+∞になる）
同様に、
{\displaystyle \lim _{a\rightarrow \infty }\int _{-a}^{a}{\frac {2x\,dx}{x^{2}+1}}=0}
であるが
{\displaystyle \lim _{a\rightarrow \infty }\int _{-2a}^{a}{\frac {2x\,dx}{x^{2}+1}}=-\ln 4}
である。この場合も前者は主値であり、似て非なる次式はよく定義されていない：
{\displaystyle \int _{-\infty }^{\infty }{\frac {2x\,dx}{x^{2}+1}}} （これは−∞+∞になる）
これらの極限はいずれも∞−∞の形の不定形である。
なおこれらの病的な例は、ルベーグ可積分な関数すなわち絶対値の積分が有限な関数に対しては問題にならない。